# Volodymyr Djudja
Volodymyr Djudja (ukrainsk: Володимир Дюдя; født 6. januar 1983) er en ukrainsk tidligere professionel cykelrytter.